# تشارلز كوشنر
تشارلز كوشنر (بالإنجليزية: Charles Kushner)‏
(من مواليد 16 أيّار/مايو 1954) هو مطور عقاري أمريكي.

## الحياة المُبكّرة والتعليم
وُلد كوشنر في 16 أيّار/مايو 1954 لكلٍ من جوزيف وراي كوشنر والذين أتوا إلى أمريكا من الاتحاد السوفيتي في عام 1949. نشأَ وترعرع في نيو جيرسي مع شقيقه الأكبر موراي كوشنر وشقيقته إستير شولدر. عملَ والده كبنّاي ثمّ صار عقاري ومستثمر ونفس الأمر فعلهُ تشارلز تقريبًا. تخرّجَ كوشنر من كلية الحقوق بجامعة هوفسترا في عام 1979.

## المسيرة المهنيّة
أسّس تشارلز شركات كوشنر (بالإنجليزية: Kushner Companies)‏ في عام 1985. بحلول عام 2005؛ أُدين العقاري الأمريكي بالتهرب الضريبي و«التلاعب» بالشهود فُحكم عليه بالسّجنِ 14 شهرًا قضاها في سجنٍ فيدرالي وعشرة أشهر إضافية في أحدِ منازله. استأنفَ تشارلز مسيرته في مجال العقارات بعد إطلاق سراحه وعاد بقوّة لعالم الاستثمارات والأموال. الجدير بالذكر أنّ تشارلز كوشنر هو والدُ جاريد كوشنر زوج إيفانكا ترامب والمستشار الأول للرئيس دونالد ترامب.